# Турн-и-Таксис, Габриэль
Принц Габриэль Альберт Мария Михаэль Франц Йозеф Галлус Ламораль Турн-и-Таксис (нем. Gabriel Albert Maria Michael Franz Joseph Gallus Lamoral Prinz von Thurn und Taxis; 16 октября 1922, замок Хаус, Регенсбург, Веймарская республика — 17 декабря 1942, Сталинград, РСФСР) – немецкий офицер.

## Биография

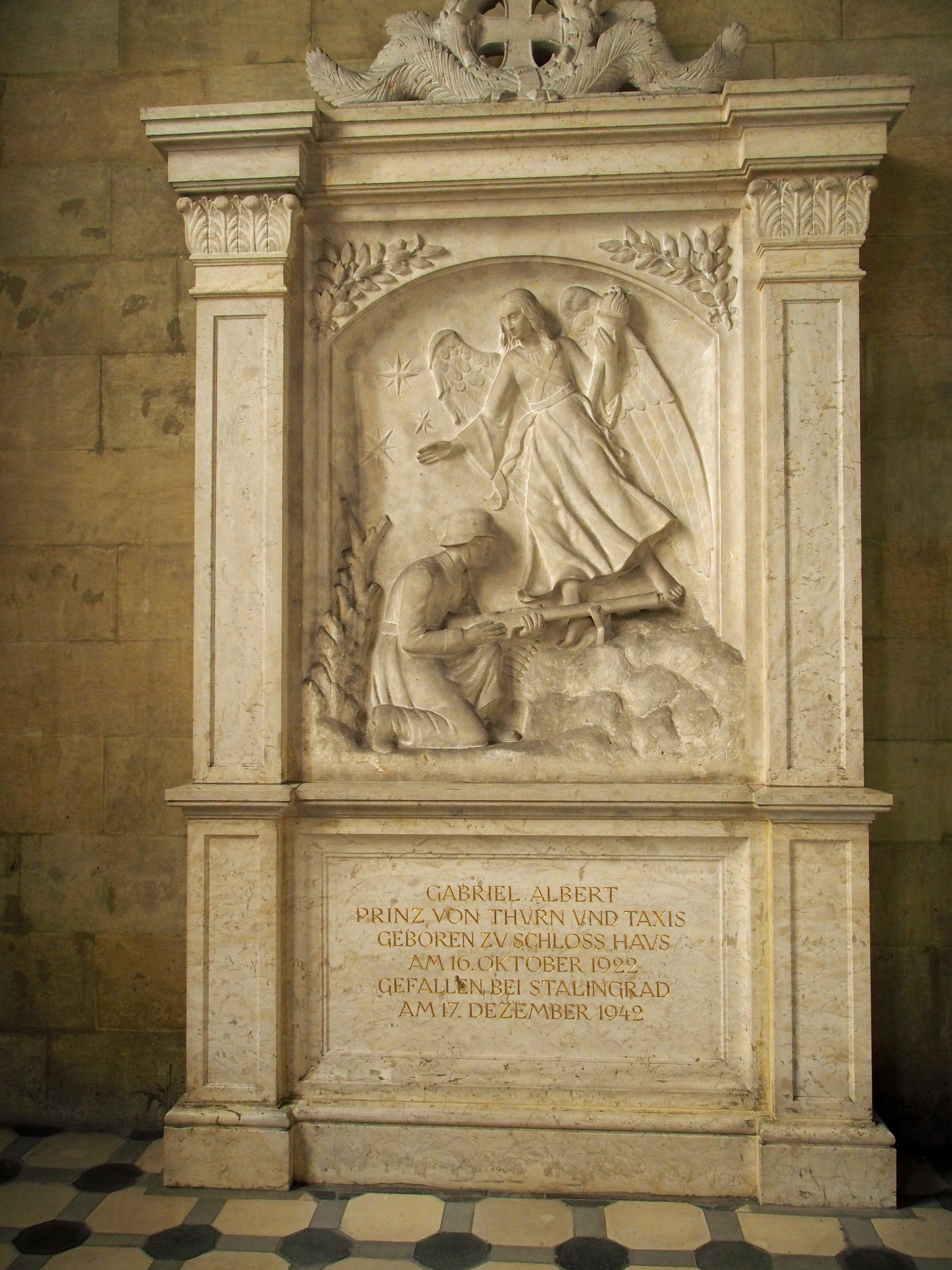
Эпитафия на честь принца Габриэля.

Старший из пяти детей и единственный сын принца Франца Иосифа, будущего 9-го князя Турн-и-Таксис, и его супруги Изабеллы Марии, урожденной инфанты Браганса. У него была сестра-близнец Микаэла, которая умерла на следующий день после рождения.
После окончания средней школы был призван в вермахт ефрейтором, затем стал офицером. Погиб в бою во время Сталинградской битвы. Похоронен на военном кладбище Россошки.

## Почтение памяти
В склепе-часовне монастыря святого Эммарама в Регенсбурге установлена эпитафия в честь принца.